# Xenorma
Xenorma is een geslacht van vlinders van de familie tandvlinders (Notodontidae), uit de onderfamilie Dioptinae.

## Soorten
- X. biorbiculata Warren, 1909
- X. cytheris Druce, 1891
- X. exturbata Hering, 1925
- X. grandimacula Hering, 1925
- X. ovata Dognin, 1900
- X. pictifrons Warren, 1907
- X. plataea Druce, 1893
- X. reducta Hering, 1925